# Catábase
Catábase (do grego katábasis, κατὰ, "baixo", βαίνω, "ir") corresponde a qualquer forma de descida. Porém, na mitologia o termo é usado como um motivo (mitologema) para se referir à descida ao mundo inferior (submundo ou mundo dos mortos). Vários personagens na literatura baixaram aos infernos, como Orfeu, Odisseu, Aquiles, Eneias e mesmo Dante, na obra Divina Comédia. Há ainda a ocorrência dela por Inana e Hainuwele, a descida no mito de Er e o retorno à caverna em A República de Platão, e Jesus na tradição da Descida ao Inferno. Em geral, o herói descia ao mundo dos mortos com o propósito de consultar os mortos, a fim de efetuar uma missão, como obter conhecimento ou realizar um resgate. A verdadeira catábase deve ser seguida de uma anábase (ou o movimento de saída do mundo dos mortos), pois do contrário passa a se tratar de morte, e não genuína catábase.